# Gare de Donzère
La gare de Donzère est une gare ferroviaire française de la ligne de Paris-Lyon à Marseille-Saint-Charles, située sur le territoire de la commune de Donzère, dans le département de la Drôme, en région Auvergne-Rhône-Alpes.
Elle est mise en service en 1854 par la Compagnie du chemin de fer de Lyon à la Méditerranée (LM).
C'est une halte voyageurs de la Société nationale des chemins de fer français (SNCF), desservie par des trains TER Auvergne-Rhône-Alpes.

## Situation ferroviaire
Établie à 64 mètres d'altitude, la gare de Donzère est située au point kilométrique (PK) 675,071 de la ligne de Paris-Lyon à Marseille-Saint-Charles, entre les gares ouvertes de Montélimar et de Pierrelatte. En direction de Montélimar, s'intercale la gare fermée de Châteauneuf-du-Rhône.

## Histoire

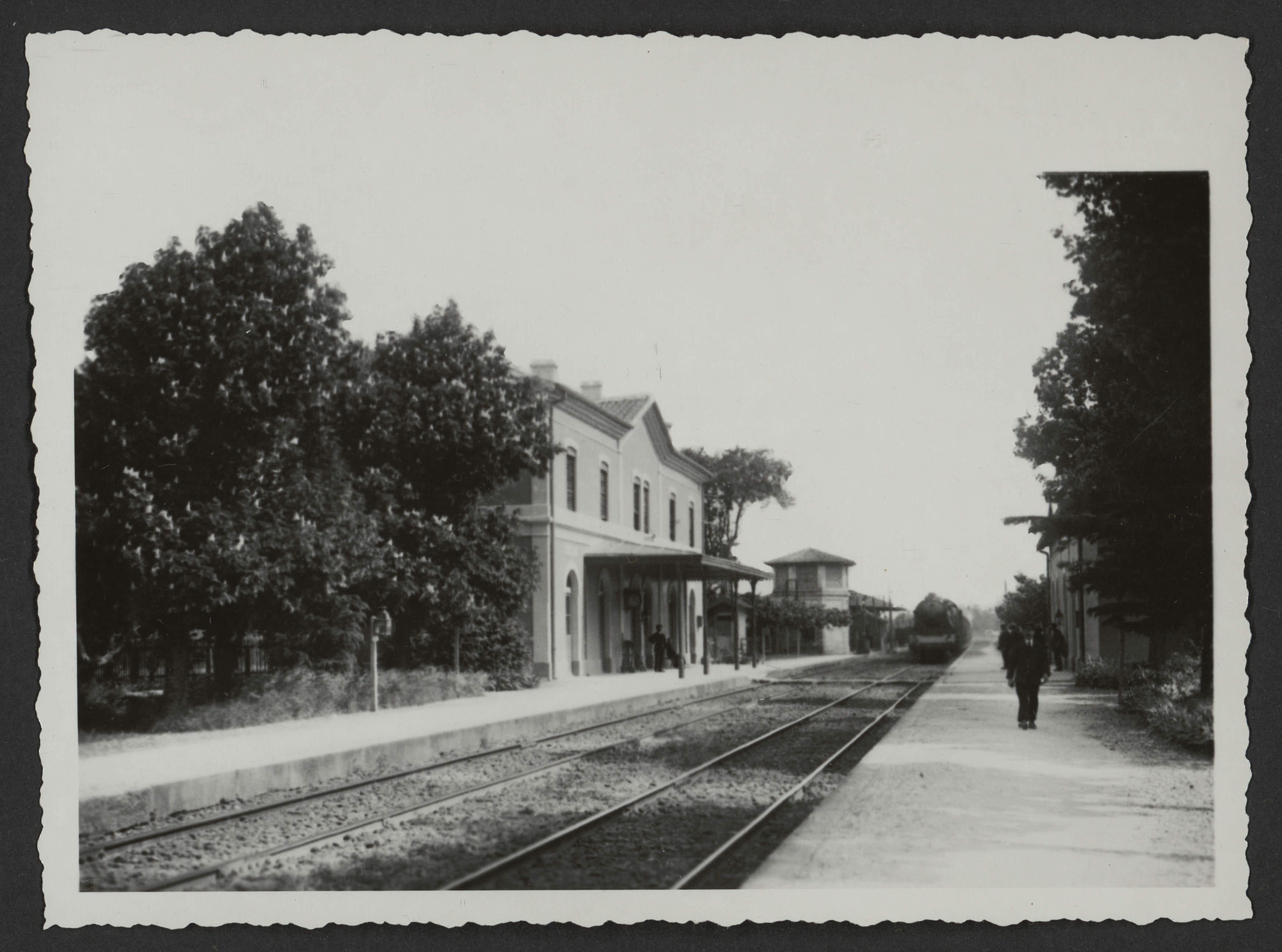
Photo ancienne de la gare.

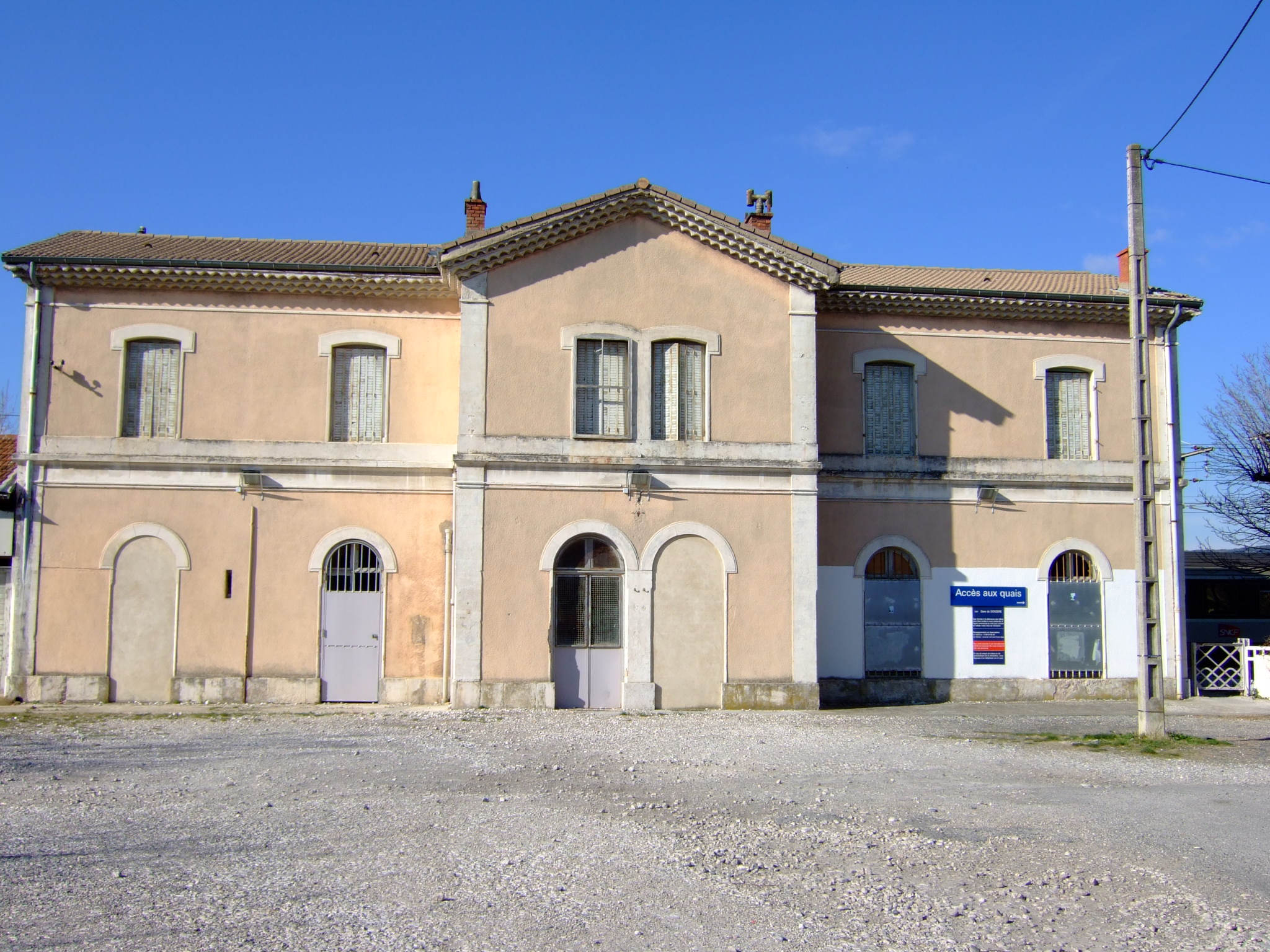
En 2008, l'ancien bâtiment avant sa restauration et l'ouverture du point PIMMS en 2011.

La gare de Donzère est mise en service le 29 juin 1854 par la Compagnie du chemin de fer de Lyon à la Méditerranée, lorsqu'elle ouvre à l'exploitation la section de Valence à Avignon de sa ligne de Lyon à Avignon.
En avril 1857, la gare est intégrée dans le réseau de la Compagnie des chemins de fer de Paris à Lyon et à la Méditerranée (PLM), nouvelle compagnie née de la fusion entre la Compagnie du chemin de fer de Paris à Lyon et la Compagnie du chemin de fer de Lyon à la Méditerranée.
La commune de Donzère a été touchée par des tremblements de terre d’une intensité allant jusqu’à VII-VIII sur l’échelle MSK en 1873. Cet essaim de séismes qui dure du 14 juillet au 15 août et dont l’épicentre est situé à Châteauneuf-du-Rhône occasionne d’importants dégâts à la gare de Donzère.
L'ancien bâtiment est rénové au début des années 2010, et un Point d'information et médiation multi services (PIMMS) y est réaménagé dans sa partie centrale et ouvert en 2011. Outre les autres activités, il permet d'ouvrir une salle d'attente et un point de vente de titres TER.

## Fréquentation
De 2015 à 2023, selon les estimations de la SNCF, la fréquentation annuelle de la gare s'élève aux nombres indiqués dans le tableau ci-dessous.
| Année     | 2015   | 2016   | 2017   | 2018   | 2019   | 2020   | 2021   | 2022   | 2023   |
| --------- | ------ | ------ | ------ | ------ | ------ | ------ | ------ | ------ | ------ |
| Voyageurs | 20 729 | 19 937 | 23 808 | 20 780 | 27 825 | 16 156 | 19 638 | 30 544 | 40 040 |

## Service des voyageurs

### Accueil
Halte SNCF, c'est un point d'arrêt non géré (PANG) à entrée libre qui dispose néanmoins d'un bâtiment voyageurs, avec un point de vente de titres TER, d'une salle d'attente et d'une maison France services, Pimms Portes de Provence.

### Desserte
Donzère est desservie par des trains TER Auvergne-Rhône-Alpes de la relation Avignon-Centre – Lyon-Part-Dieu – Lyon-Perrache.

### Intermodalité
Un parc pour les vélos et un parking y sont aménagés.

## Patrimoine ferroviaire
Elle a conservé son bâtiment voyageurs d'origine. Bâti en 1854, il est conçu suivant un modèle type de la Compagnie du chemin de fer de Lyon à la Méditerranée (LM).